# 石橋靜河
石橋靜河（
日语：／ Ishibashi Shizuka，1994年7月8日—），日本女演員、舞者，東京都出身，母亲是資深女演員原田美枝子，所屬經紀公司為Plage。

## 生平
四歲時開始學習古典芭蕾，十五歲時前往波士頓和卡加利的芭蕾學校留學，之後歸國成為當代舞舞者，2015年踏入演員舞台，隔年出演松隆子、瑛太等演員主演的舞台劇《逆鱗》。
2017年上映的電影《東京夜空最深藍》與池松壯亮雙主演獲得好評，不僅獲得電影旬報十佳獎、橫濱電影節、藍絲帶獎等的新人獎項，並和母親原田美枝子同樣曾獲頒藍絲帶獎最佳新人，也成為史上首次親子獲得藍絲帶獎相同獎項。

## 家庭
父亲石橋凌和母亲原田美枝子均为演员，姊姊石橋優河是創作歌手，姊妹曾共同演出UNIQLO的電視廣告。

## 演出

### 電影
- 《少女（日语：少女 (湊かなえ)）》（2016年10月8日） - 飾演 同班同學 兼 編舞協助
- 《PARKS（日语：PARKS パークス）》（2017年4月22日） - 飾演 山口佐知子
- 《東京夜空最深藍（日语：夜空はいつでも最高密度の青色だ）》（2017年5月13日） - 主演 美香
- 《美麗的人 還好嗎？（日语：うつくしいひと）》（2017年夏季）- 飾演 マリエ
- 《密使與番人（日语：密使と番人）》（2017年7月22日）- 飾演 サチ
- 《你的鳥兒會唱歌（日语：きみの鳥はうたえる）》（2018年9月1日） - 飾演 佐知子[6][7]
- 《愛哭鬼的棋蹟》（2018年9月7日） - 飾演 南咲子
- 《只是活著、愛》（2018年11月9日） - 飾演 美里
- 《二階堂家物語》（2019年1月25日） - 飾演 由子
- 《21世紀少女》「謬思」（2019年2月8日）
- 《草莓之歌》（2019年7月5日） - 主演・天野千日
- 《樂園》（2019年10月18日） - 田中紀子
- 《漫畫少女愛啟蒙》（2020年2月7日） - 理学療法士
- 《人數之町》（2020年9月4日） - 木村紅子
- 《手塚治虫迷幻少女》（2020年11月20日） - 甲斐加奈子
- 《東京貴族女子》（2021年2月26日） - 相良逸子
- 《DIVOC-12》「流民」（2021年10月1日） - 主演
- 《前科者》（2022年1月28日） - 齊藤綠

### 電視劇
- 《You May Dream》（2018年3月2日，NHK福岡） - 主演 シーナ（副田悦子）[8]
- 《半邊藍天》（2018年4月2日 - 9月29日，NHK） - 飾演 萩尾賴子（萩尾より子）
- 《Dele 刪除人生》第2話（2018年8月3日，朝日電視台） - 飾演 春田沙也加
- 《SUITS》第1季 第7話（2018年11月19日，富士電視台） - 飾演 町田日向子
- 《SWITCH》（2020年6月21日，朝日電視台） - 飾演 星野七美
- 《這份愛要加熱嗎？》（2020年10月20日 - 12月22日，TBS） - 飾演 北川里保
- 《梅薩小館(Pension Metsä)》（2021年1月23日，WOWOW） - 饰演 ミツエ[9]
- 《大豆田永久子與三個前夫》第1話 - 第6話・最終話（2021年4月13日 - 5月18日・6月15日，富士電視台） - 飾演 三屋早良
- 《東京愛情故事2020》（2021年11月20日，富士電視台） - 主演 赤名莉香
- 《前科者 -新人保護司·阿川佳代-》（2021年11月20日 - 12月25日，WOWOW） - 飾演 齊藤綠
- 《惡女～誰說工作很遜？～》（2022年4月13日 - 6月15日，日本電視台） - 飾演 梨田友子
- 《鎌倉殿的13人》（2022年，NHK） - 飾演 靜御前
- 《浪漫偵探》（2023年1月21日 - 2月11日，NHK） - 飾演 村山隆子
- 《敲響密室之門》（2023年7月29日 - 9月23日，朝日電視台） - 飾演 穿地決
- 《燕子未歸》（2024年4月30日 - 7月2日，NHK・NHK BS Premium 4K） - 主演 大石理紀
- 《怪醫黑傑克》（2024年6月30日，朝日電視台） - 奇利柯醫師
- 《紫丁香花盛開的小徑》（2025年2月1日 - 2月15日，NHK・NHK BS Premium 4K） - 飾演 静原夏菜
- 《花朵盛開》（2026年 - ，NHK） - 主演 葉野珠

### 舞台劇
- NODA・MAP第20回公演《逆鱗》（2016年1月 - 4月、演出・野田秀樹）

### 電視廣告
- 大塚製藥「寶礦力水得 ION WATER」（2016年）※與橋本愛共演
- AEON「TOPVALU 希臘優格」（2016年）
- FANCL「Calorie Limit」（2016年、2017年）
- UNIQLO「エクストラファインメリノ」2017FW（2017年）※與姊姊優河共演
- 歐舒丹「The True Stories of L'OCCITANE」（2018年 - 2019年）
- 三井住友信用卡（2018年 - ）
- JR東日本「行くぜ、東北。」（2019年11月 - ）
- 東京瓦斯 企業CM（2020年 - ）
- SUNTORY「SUNTORY天然水」（2021年4月5日 - ）
- HONDA「【VEZEL】TVCM（WEB版）「ドライブしようよ。」篇」（2024年）

## 獎項
- 第30屆東京國際影展 東京寶石獎（《東京夜空最深藍（日语：夜空はいつでも最高密度の青色だ）》）[10]
- 第9回TAMA電影獎 最優秀新進女優賞（《東京夜空最深藍》、《PARKS（日语：PARKS パークス）》、《密使與番人（日语：密使と番人）》）[11]
- 第41回山路文子電影獎 新人女優賞（《東京夜空最深藍》）[12]
- 第39回橫濱電影節 最優秀新人賞（《東京夜空最深藍》）[13]
- 第32回高崎電影節（日语：高崎映画祭） 最優秀新人女優賞（《東京夜空最深藍》）[14]
- 第91回電影旬報十佳獎 新人女優賞（《東京夜空最深藍》、《PARKS》）[15]
- 第60回藍絲帶獎 新人賞（《東京夜空最深藍》）[3]
- 第27回日本電影影評人大獎　新人女優賞 小森和子賞（《東京夜空最深藍》）
- 第28回日本電影影評人大獎　主演女優賞（《你的鳥兒會唱歌》）

## 外部連結
- Plage個人官方介紹（页面存档备份，存于）
- SUPER TRAMP
- 石橋靜河的Instagram帳戶